# 섹스 앤 퓨리
《섹스 앤 퓨리》(핀란드어: Syysprinssi)는 2016년 공개된 핀란드의 로맨스 드라마 영화이다.

## 출연

### 주연
- 로라 비른 : 잉카 파유넨 역
- 로리 틸카넨 : 유하나 만네르마 역